# Sūtrele

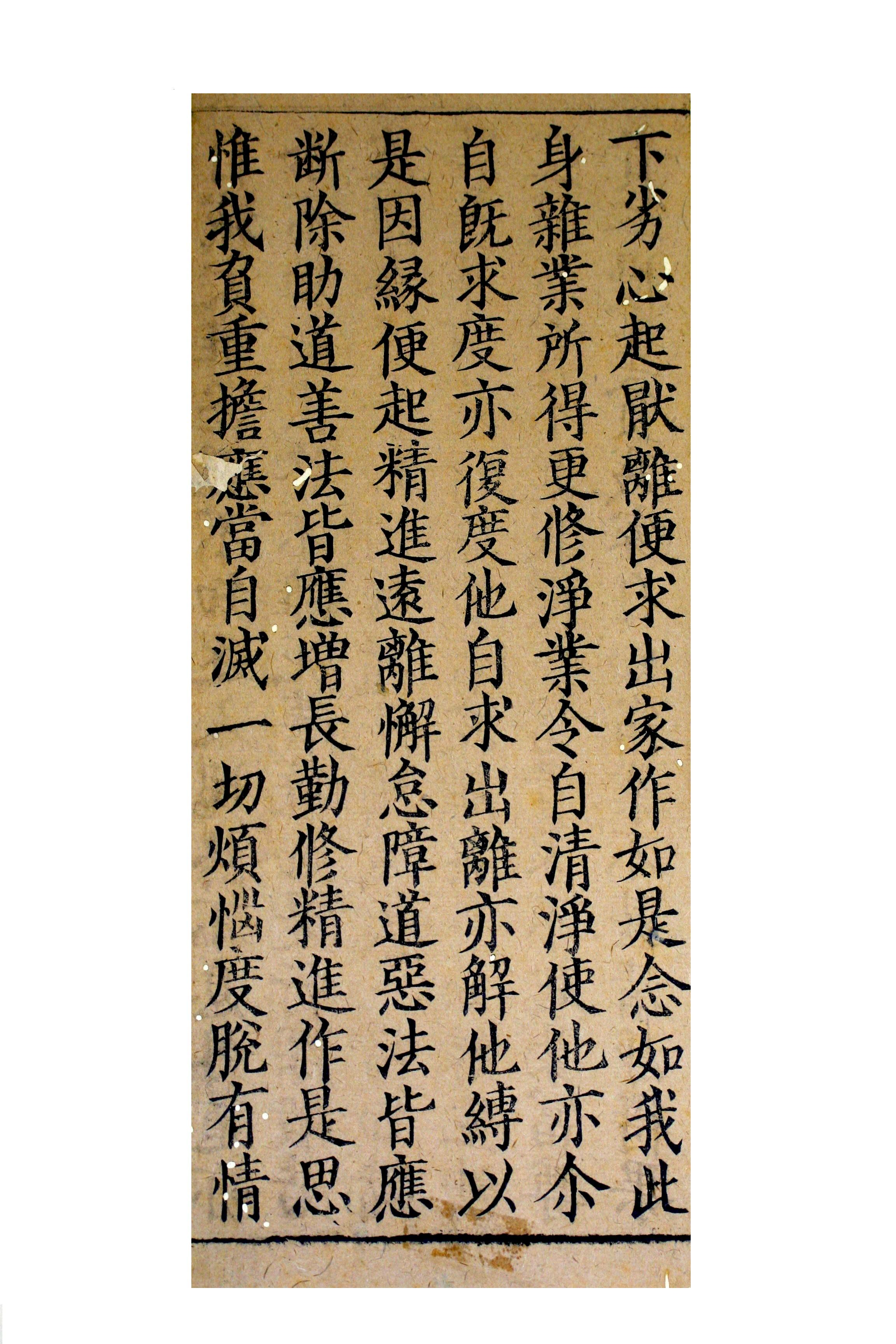
O sūtră în limba chineză.

Sūtrele sunt un gen specific al literaturii religioase și filosofice indiene și reprezintă o colecție de aforisme grupate, în general, sub forma unui manual. Termenul sūtra ' provine din limba sanscrită și înseamnă ață sau șir deroarece paginile acestor texte erau cusute sau legate între ele. Acest tip de scrieri sunt caracteristice literaturii religioase arhaice hinduse, budiste și jainiste.

## Sūtrele budiste
Sūtrele sunt cele mai importante texte sacre ale budismului. Acestea sunt texte ce conțin predici și învățături din timpul vieții lui Buddha. La scurt timp după moartea sa, a fost organizat Primul consiliu budist, unde călugării budiști au luat hotărârea să scrie predicile sale pe hârtie. Acestea au devenit ulterior sūtrele de astăzi, textele canonice și cele mai importante ale budismului, împreună cu Vinaya, regulile monahale. 
Înițial au fost nouă sūtre, apoi doisprezece, apoi numărul lor a tot crescut ajungând la un număr extrem de mare. Cu timpul, au fost realizate mai multe canoane budiste, cele mai cunoscute fiind Canonul Pali, Canonul Chinezesc și Canonul Tibetan ce grupează diferite sūtre.